# Carrie Pilby
Pour plus de détails, voir Fiche technique et Distribution.
Carrie Pilby est un film de comédie américain de 2016 dirigé par Susan Johnson (en) et écrit par Kara Holden, tiré du roman homonyme de Caren Lissner (en).

## Synopsis
Carrie Pilby, jeune diplômée de Harvard de dix-neuf ans, ne sait pas quoi faire pour s'intégrer dans la vie. Son psy lui a établi une liste d'objectifs à accomplir avant la fin de l'année, par exemple, aller à un rendez-vous galant, se faire une amie, passer la soirée du nouvel an avec quelqu'un, adopter un animal, etc.

## Fiche technique
- Titre original : Carrie Pilby
- Réalisation : Susan Johnson
- Scénario : Kara Holden, d'après le roman Carrie Pilby de Caren Lissner
- Direction artistique : Alanna Dempewolff-Barrett
- Décors : Nadya Gurevich
- Costumes : Leslie Yarmo
- Photographie : Gonzalo Amat
- Montage : Phillip J. Bartell
- Musique : Michael Penn
- Production : Susan Cartsonis, Brent Emery, Suzanne McNeill Farwell, Susan Johnson, Lisa Wolofsky, Kym Gold (coproductrice), Per Melita (coproducteur), Stefan Mentz (coproducteur), Marlon Young (coproducteur), Alison Bossert (productrice déléguée), Elaine Harris (productrice déléguée), Marcel Sassola (producteur délégué), Teri Simpson (producteur délégué), Dean Craig (coproducteur délégué), Heather Haggarty (productrice associée), Nanou Matteson (productrice associée), Victoria Moorhouse (productrice associée)
- Société(s) de production : Braveart Films
- Société(s) de distribution : The Orchard
- Pays de production :  États-Unis
- Langue originale : anglais
- Format : couleur
- Genre : Comédie
- Durée : 98 minutes
- Dates de sortie :
  - Canada : 9 septembre 2016 (Toronto International Film Festival)
  - USA : 31 mars 2017 (version limité)
  - Netflix : 5 septembre 2017

## Distribution
- Bel Powley (VF : Camille Donda) : Carrie Pilby
- Nathan Lane (VF : Denis Boileau) : Dr Petrov
- Gabriel Byrne (VF : Gabriel Le Doze) : M. Pilby
- Jason Ritter (VF : Fabrice Fara) : Matt
- William Moseley (VF : Gauthier Battoue) : Cy
- Vanessa Bayer (VF : Audrey Sourdive) : Tara
- Colin O'Donoghue (VF : Glen Hervé) : Pr Harrison
- Desmin Borges (en) (VF : Jérémy Prévost) : Douglas

Source et légende : Version française (VF) selon le carton de doublage Netflix